# Ronde van Spanje 2010/Eenentwintigste etappe
De eenentwintigste etappe van de Ronde van Spanje 2010 werd verreden op 19 september 2010. Het is een vlakke rit over 100 km van San Sebastián de los Reyes naar Madrid.

## Verslag
De laatste rit van een Grote Ronde is meestal niet spectaculair, en deze rit boezemde die verwachting dan ook in: foto-sessies van de winnaars van de verschillende klassementen met hun glaasje champagne, enkele vluchters die in de laatste rondes van het plaatselijk circuit gegrepen werden, en op het laatst een massaspurt. In die spurt was het de Amerikaan Tyler Farrar die de snelste was van het pak, en zo zijn tweede ritzege pakte. Topsprinter Mark Cavendish werd tweede, en behield zo nog net zijn groene puntentrui. Allan Davis mocht ook mee op het podium als derde. De eindzege van Vincenzo Nibali kwam niet in gevaar, net zoals de bergtrui van David Moncoutié.

## Uitslagen
| Plaats  | Naam            | Ploeg                   | Tijd     |
| ------- | --------------- | ----------------------- | -------- |
| Winnaar | Tyler Farrar    | Team Garmin-Transitions | 2u02'24" |
| 2       | Mark Cavendish  | Team HTC-Columbia       | z.t.     |
| 3       | Allan Davis     | Astana                  | z.t.     |
| 4       | Wouter Weylandt | Quick-Step              | z.t.     |
| 5       | Matthew Goss    | Team HTC-Columbia       | z.t.     |
| 6       | Grega Bole      | Lampre-Farnese Vini     | z.t.     |
| 7       | Manuel Cardoso  | Footon-Servetto-Fuji    | z.t.     |
| 8       | Samuel Dumoulin | Cofidis                 | z.t.     |
| 9       | Juan José Haedo | Team Saxo Bank          | z.t.     |
| 10      | Danilo Hondo    | Lampre-Farnese Vini     | z.t.     |
|         |                 |                         |          |
| 26      | Michel Kreder   | Team Garmin-Transitions | + 0'04"  |

| Plaats    | Naam              | Ploeg                   | Tijd       |
| --------- | ----------------- | ----------------------- | ---------- |
| Rode trui | Vincenzo Nibali   | Liquigas                | 87u18'30"  |
| 2         | Ezequiel Mosquera | Xacobeo-Galicia         | + 0'41"    |
| 3         | Peter Velits      | Team HTC-Columbia       | + 3'02"    |
| 4         | Joaquím Rodríguez | Katjoesja               | + 4'20"    |
| 5         | Fränk Schleck     | Team Saxo Bank          | + 4'43"    |
| 6         | Xavier Tondó      | Cervélo                 | + 4'52"    |
| 7         | Nicolas Roche     | AG2R                    | + 5'03"    |
| 8         | Carlos Sastre     | Cervélo                 | + 6'06"    |
| 9         | Tom Danielson     | Team Garmin-Transitions | + 6'16"    |
| 10        | Luis León Sánchez | Caisse d'Epargne        | + 7'42"    |
|           |                   |                         |            |
| 19        | Jan Bakelants     | Omega Pharma-Lotto      | + 24'36"   |
| 95        | Niki Terpstra     | Team Milram             | + 2u42'37" |

## Nevenklassementen
| Plaats      | Naam             | Ploeg                   | Punten |
| ----------- | ---------------- | ----------------------- | ------ |
| Groene trui | Mark Cavendish   | Team HTC-Columbia       | 156    |
| 2           | Tyler Farrar     | Team Garmin-Transitions | 149    |
| 3           | Vincenzo Nibali  | Liquigas                | 119    |
|             |                  |                         |        |
| 5           | Philippe Gilbert | Omega Pharma-Lotto      | 104    |
| 72          | Niki Terpstra    | Team Milram             | 9      |

| Plaats                | Naam              | Ploeg              | Punten |
| --------------------- | ----------------- | ------------------ | ------ |
| Bolletjestrui (blauw) | David Moncoutié   | Cofidis            | 51     |
| 2                     | Serafín Martínez  | Xacobeo-Galicia    | 43     |
| 3                     | Ezequiel Mosquera | Xacobeo-Galicia    | 36     |
|                       |                   |                    |        |
| 12                    | Philippe Gilbert  | Omega Pharma-Lotto | 15     |
| 14                    | Niki Terpstra     | Team Milram        | 14     |

| Plaats     | Naam              | Ploeg              | Punten |
| ---------- | ----------------- | ------------------ | ------ |
| Witte trui | Vincenzo Nibali   | Liquigas           | 9      |
| 2          | Ezequiel Mosquera | Xacobeo-Galicia    | 11     |
| 3          | Joaquím Rodríguez | Katjoesja          | 12     |
|            |                   |                    |        |
| 11         | Philippe Gilbert  | Omega Pharma-Lotto | 67     |

| Plaats | Ploeg            | Tijd       |
| ------ | ---------------- | ---------- |
|        | Katjoesja        | 261u48'04" |
| 2      | Caisse d'Epargne | + 0'33"    |
| 3      | Xacobeo-Galicia  | + 12'33"   |

## Opgaves
1e etappe ·
2e etappe ·
3e etappe ·
4e etappe ·
5e etappe ·
6e etappe ·
7e etappe ·
8e etappe ·
9e etappe ·
10e etappe ·
11e etappe ·
12e etappe ·
13e etappe ·
14e etappe ·
15e etappe ·
16e etappe ·
17e etappe ·
18e etappe ·
19e etappe ·
20e etappe ·
21e etappe
Startlijst · Eindstanden · Afbeeldingen